# More Friends Over
Albums de Erina Mano
More Friends
(2010)
Singles
More Friends Over est le 3e album de la chanteuse japonaise Erina Mano.

## Présentation
L'album sort le 28 mars 2012 au Japon sous le label hachama. Il atteint la 27e place du classement des ventes de l'Oricon. Il sort également dans une édition limitée avec une pochette différente et un DVD en supplément contenant des clips vidéo et making-of.
L'album contient quinze titres : onze chansons et quatre interludes ; deux des chansons étaient déjà sorties précédemment en singles en 2011 : Seishun no Serenade et My Days for You. Celles du single Doki Doki Baby / Tasogare Kōsaten sorti le mois précédent n'y figurent pas, bien que les making-of de sa pochette et d'un de ses vidéo-clip figurent sur le DVD.

## Titres
CD
1. Junjō Keisatsu K・I・S・S (純情警察K・I・S・S?)
2. Glory days
3. Seishun no Serenade (青春のセレナーデ?)
4. ~"Shinkō wa Michiko" no Jikan 1~ (～「進行はミチコ」の時間①～?)
5. Eien ~Tasogare Kōsaten time goes by~ (永遠～黄昏交差点 time goes by～?)
6. Nekketsu Sensei (熱血先生?)
7. I have a dream
8. ~"Shinkō wa Michiko" no Jikan 2~ (～「進行はミチコ」の時間②～?)
9. Banzai! ~Jinsei wa Metcha Wonderful!~ (バンザイ! ～人生はめっちゃワンダッホーッ！～?)
10. Kaze no Bara ~Aruite Chizu wo Tsukutta Otoko no Uta~ (風の薔薇～歩いて地図を作った男のウタ～?)
11. Anata ga Iru Kara (あなたがいるから?)
12. ~"Shinkō wa Michiko" no Jikan 3~ (～「進行はミチコ」の時間③～?)
13. My Days for You
14. Tenkiyohō ga Atattara (天気予報があたったら?)
15. ~"Shinkō wa..."~ (～「進行は・・・」～?)

DVD de l'édition limitée
1. Doki Doki Baby / Tasogare Kōsaten Jacket Making (ドキドキベイビー/黄昏交差点 ジャケット撮影メイキング?)
2. More Friends Over Jacket Making (More Friends Over ジャケット撮影メイキング?)
3. Tenkiyohō ga Atattara (天気予報があたったら?) (Music Video)
4. Glory days (Music Video)
5. Tasogare Kōsaten (Music Video making) (黄昏交差点) (Music Video撮影メイキング?)
6. Hello! Channel Making (...) (ハロー!チャンネル撮影メイキング) (二十歳の誓い?)